# Sinarachna nigricornis
Sinarachna nigricornis là một loài tò vò trong họ Ichneumonidae.